# Bobrówka (województwo podkarpackie)
Bobrówka – wieś w Polsce położona w województwie podkarpackim, w powiecie jarosławskim, w gminie Laszki.
W II Rzeczypospolitej miejscowość w powiecie jarosławskim województwa lwowskiego.
W latach 1944–1945 nacjonaliści ukraińscy z OUN-UPA zamordowali tutaj kilku Polaków. W 1945 r. większość Ukraińców z wioski została przesiedlona do ZSRR.
W latach 1954–1972 wieś należała i była siedzibą władz gromady Bobrówka. W latach 1975–1998 miejscowość administracyjnie należała do województwa przemyskiego.
| SIMC    | Nazwa     | Rodzaj    |
| ------- | --------- | --------- |
| 0605387 | Gościniec | część wsi |
| 0605393 | Kąt       | część wsi |
| 0605401 | Kolonia   | część wsi |

## Zabytki
Według rejestru zabytków NID na listę zabytków wpisana jest drewniana dzwonnica z 1 poł. XVIII w., nr rej.: A-779 z 17.06.1987.